# Девід Ейгенберг
Девід Ейгенберг (англ. David Eigenberg, нар. 17 травня 1964, Мангассет, Нью-Йорк, США) — американський актор, Він відомий своїми ролями Стіва Брейді в серіалі HBO «Секс і місто» та його продовженні «І просто так...» та лейтенанта Крістофера Геррманна в «Пожежники Чикаго» NBC.

## Біографія
Ейгенберг народився в Мангассеті, штат Нью-Йорк, на Лонг-Айленді, і виріс у Нейпервіллі, штат Іллінойс, єдиним хлопчиком у сім’ї з шістьма дітьми. Його мати, Беверлі, володіла дошкільними закладами, а батько, Гаррі, був дипломованим бухгалтером. Батько Ейгенберга був євреєм, а мати — єпископатом; він був вихований у вірі своєї матері.
Після закінчення середньої школи в 1982 році Ейгенберг був зарахований до резерву Корпусу морської піхоти Сполучених Штатів, де прослужив три роки (1982–1986), і був з честю звільнений у званні старшого капрала.

## Особисте життя
У Ейгенберга та його дружини Крісті (уроджена Котік) є син Луї Стівен (народився 19 січня 2009 року) і дочка Мірна Белль (народилася 31 січня 2014 року). У 2021 році повідомлялося, що у нього була діагностована втрата слуху.

## Фільмографія
| Рік       |    | Українська назва                    | Оригінальна назва                 | Роль             |
| --------- | -- | ----------------------------------- | --------------------------------- | ---------------- |
| 1993      | тф | Світанок                            | Daybreak                          | Бакі             |
| 1995      | с  | Місто                               | The City                          | Паулі            |
| 1997      | с  | Практика                            | The Practice                      | Гарві Велк       |
| 1998—1999 | с  | Солдати вдачи                       | Soldier of Fortune, Inc.          | Нік Делвечо      |
| 1999—2004 | с  | Секс і місто                        | Sex and the City                  | Стів Брейді      |
| 2002      | ф  | Людина-метелик                      | The Mothman Prophecies            | Ед Флейчман      |
| 2004      | ф  | Свихнуті                            | Around the Bend                   | Джон             |
| 2004      | ф  | Гарфілд                             | Garfield: The Movie               | Нермал           |
| 2004      | с  | 4400                                | The 4400                          | Карл Моррісей    |
| 2005      | с  | Та, що говорить з привидами         | Ghost Whisperer                   | Генк Дейл        |
| 2006      | ф  | Дріфтвуд                            | Driftwood                         | Норріс           |
| 2006      | с  | CSI: Місце злочину                  | CSI: Crime Scene Investigation    | Гевін МакГіл     |
| 2007      | ф  | Проблема с романтикой               | The Trouble with Romance          | Пол              |
| 2008      | с  | NCIS: Полювання на вбивць           | NCIS                              | Тед Банкстон     |
| 2008      | ф  | Секс і Місто                        | Sex and the City                  | Стів Брейді      |
| 2009      | с  | Мертва справа                       | Cold Case                         | Нейтана Кравет   |
| 2009      | с  | Швидка допомога                     | ER                                | Трент Меллорі    |
| 2010      | с  | Криміналісти: мислити як злочинець  | Criminal Minds                    | Рассел Голдман   |
| 2010      | ф  | Секс і Місто 2                      | Sex and the City                  | Стів Брейді      |
| 2011      | тф | П'ять                               | Five                              | Ленні            |
| 2011      | с  | Приватна практика                   | Private Practice                  | Френк            |
| 2011      | с  | Касл                                | Castle                            | Пітер Коннелі    |
| 2012      | с  | Закон і порядок: Спеціальний корпус | Law & Order: Special Victims Unit | Хал Брайтман     |
| 2012—2024 | с  | Пожежники Чикаго                    | Chicago Fire                      | Крістофер Герман |
| 2012      | тф | Ліз і Дік                           | Liz & Dick                        | Ернест Лехман    |
| 2013      | ф  | Перезавантаження                    | Robosapien: Rebooted              | Алан             |
| 2014—2019 | с  | Поліція Чикаго                      | Chicago P.D                       | Крістофер Герман |
| 2015—2021 | с  | Медики Чикаго                       | Chicago Med                       | Крістофер Герман |
| 2017      | с  | Правосуддя Чикаго                   | Chicago Justice                   | Крістофер Герман |
| 2021—2023 | с  | І просто так...                     | And Just Like That...             | Стів Брейді      |